# Sinosuthora webbiana
El picoloro de Webb (Sinosuthora webbiana) es una especie de ave paseriforme de la familia Sylviidae que vive en este de Asia. Su nombre conmemora al botánico inglés Philip Barker Webb.

## Descripción

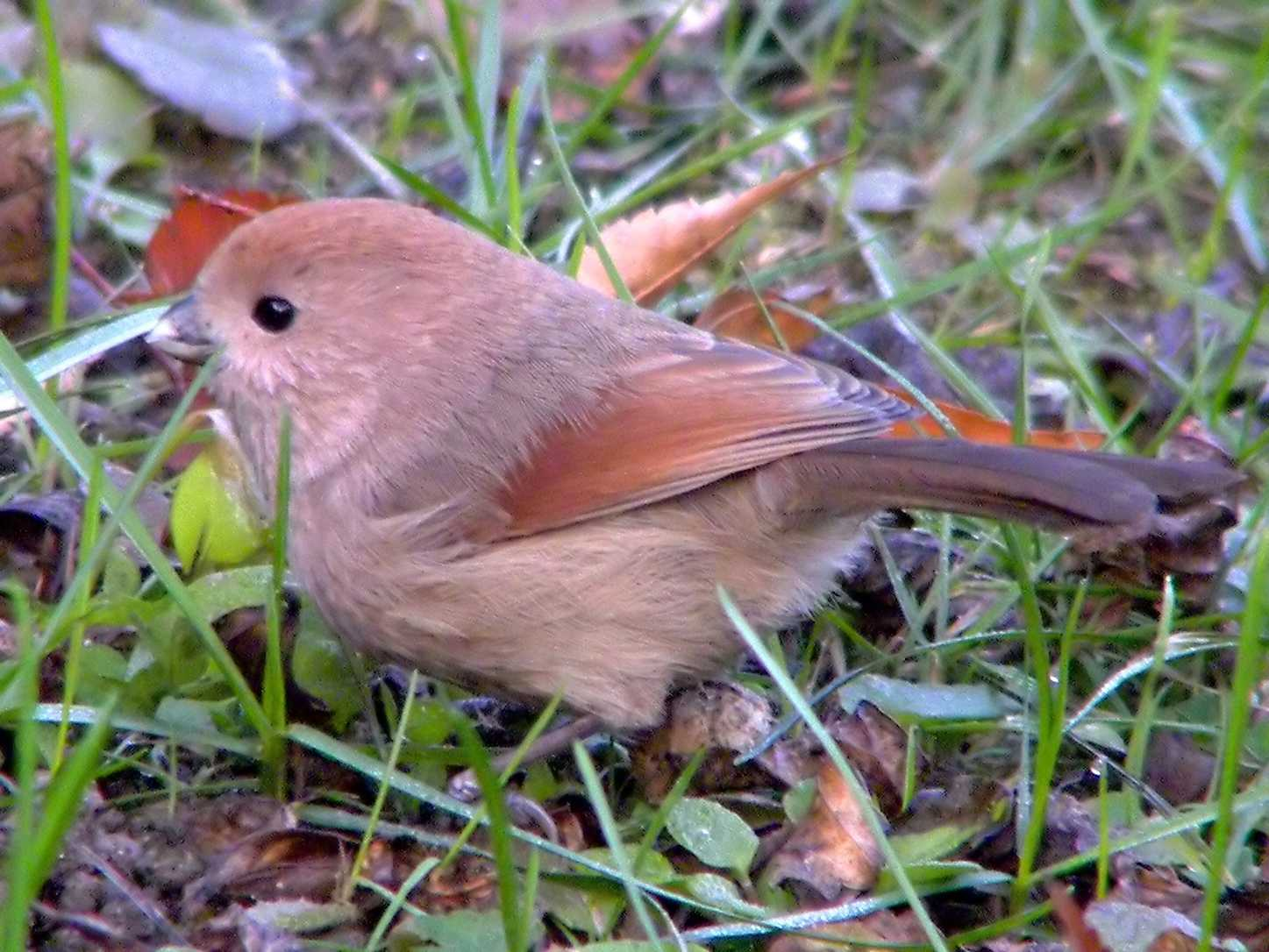
Ejemplar en Corea.

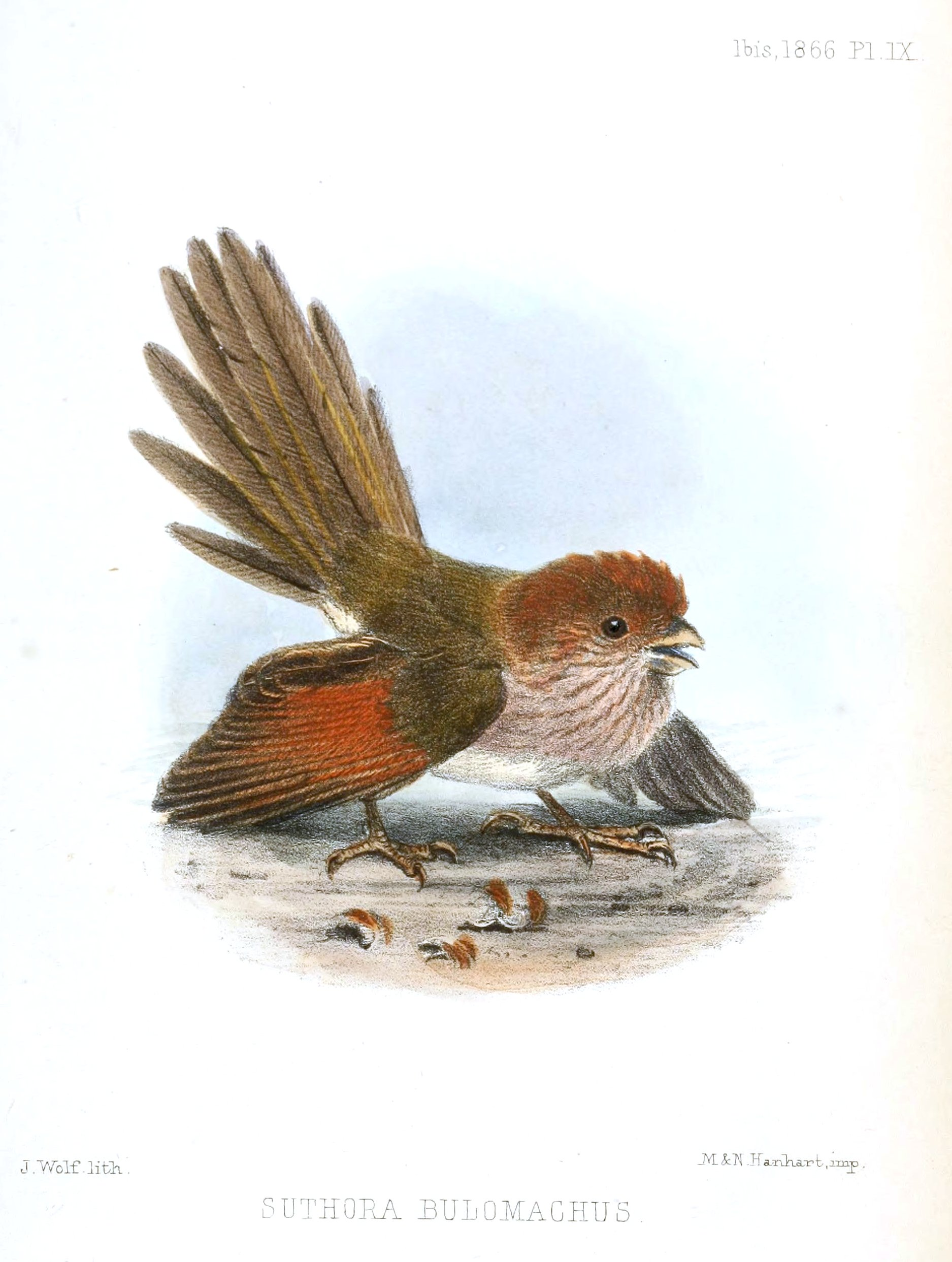
S. w. webbiana en exhibición nupcial, ilustración de Joseph Wolf (1866).

El picoloro de Webb es un pájaro pequeño de cola larga y pico corto. Mide entre 12 y 13 cm de longitud corporal total. Su peso varía ligeramente según el sexo, los machos pesan entre 8,5 y 11 g y las hembras entre 7 y 12 cm. Las plumas de su cola decrecen en longitud gradualmente del centro a los extremos, y como otros picoloros tiene las narinas ocultas por las cerdas que las rodean. Su pico es corto y ganchudo, de color pardo o grisáceo con la punta amarillenta. El plumaje es similar en ambos sexos, con las partes superiores de tonos castaños, más rojizos o rosados en el píleo y más oscuro en las alas y cola, y las partes inferiores anteadas. Su iris es de color gris. La subespecie nominal tiene la garganta y la parte superior del pecho de tonos rosados blanquecinos con un veteado pardo, del que carecen el resto de subespecies, y tienen la parte superior de las plumas de vuelo de color castaño rojizo.

## Taxonomía
El picoloro de Webb fue descrito científicamente por John Gould en 1852, emplazóndolo en el género Suthora, junto a otros picoloros pequeños y pardos. Posteriormente los picoloros se dividieron en dos géneros, Conostoma y Paradoxornis, y esta especie fue ubicada en Paradoxornis. Recientes estudios de ADN han mostrado que el género Paradoxornis era parafilético por lo que debía fragmentarse. Se ha sugerido que el picoloro de Web debería situarse en el género Sinoparadoxornis. El picoloro de Webb está emparentado cercanamente con el picoloro gorjigrís, y se han registrado híbridos entre las dos especies en Vietnam y China, además de en Italia donde ambas especies han sido introducidas.

## Distribución y hábitat
Se extiende desde el norte de Vietnam hasta Manchuria y el extremo suroriental de Rusia, ocupando la parte oriental de China, Corea y Taiwán, donde ocupa una gran variedad de hábitats. Generalmente se encuentra en hábitats arbolados abiertos, incluidas las zonas de matorral y los bosques desde los recién surgidos hasta los bosques secundarios viejos, los bordes del bosque, los cañaverales y los bambúes. También ocupa los juncales y las marismas. Se adaptan a los hábitats modificados por los humanos, como las plantaciones de té y los viveros. En China se encuentra en áreas de montes bajos, en  Sichuan es reemplazado por el picoloro gorgigrís por encima de los 1000 m de altitud, mientras que en Taiwán, donde este no está presente, se encuentra hasta los 3100 m s. n. m. y ocupa el nicho más amplio entre las aves de la isla.

## Comportamiento
Como otros picoloros, el picoloro de Webb es una especie muy social que generalmente se encuentra en grupo. El tamaño de sus bandadas varía de tamaño según la estación del año, siendo las más pequeñas las de la época de cría y crecen hasta los 140 individuos en invierno. Un estudio realizado en Taiwán divide a los miembros de una bandada de invierno en cuatro categorías: los miembros del núcleo, que nunca dejan la bandada; los miembros regulares, aquellos miembros que normalmente permanecen en la bandada pero que ocasionalmente se unen a otras; flotantes, que se mueven entre varias bandadas; y miembros periféricos, individuos que se observan menos de dos meses y que se supone son visitantes de otras áreas. El territorio de una gran bandada de invierno puede solapar con las de otras bandadas, y cuando se acercan unas a otras mantienen su cohesión.